# Шюбельбах
Шюбельбах (нем. Schübelbach) — коммуна в Швейцарии, в кантоне Швиц. 
Входит в состав округа Марх. Население составляет 7875 человек (на 31 декабря 2007 года). Официальный код  —  1346.